# المكتبة الوطنية للشعر
| النوع                 | مكتبة وطنية                                                                                  |
| المجال                | تضم منشورات الشعر المعاصرة في المملكة المتحدة منذ عام 1912                                   |
| تأسست                 | 1953                                                                                         |
| المجموعات             |                                                                                              |
| الأصناف التي تم جمعها | كتب، دوريات، قصاصات صحفية، مجلات شعرية، صوتيات ومرئيات، تسجيلات، شعر الأطفال، النصوص النقدية |
| عدد الأصناف           | يفوق الـ 200.000 صنف                                                                         |
| الوصول والاستخدام     |                                                                                              |
| متطلبات الوصول        | عضوية                                                                                        |
| موقع المكتبة الرسمي   | The Poetry Library                                                                           |

زرت المكتبة واستمتعت بها

يمكنك البحث عن الكتب واستعارتها.
مكتبة الشعر، 

هي مأوى للتصفح المشوق والمثير. 
يا لها من مكتبة رائعة!

 سأستمع بكل دقيقة فيها وذلك من أجل فرصة لقاء شعراء آخرين.
المكتبة الوطنية للشعر هي عبارة عن مكتبة تضم مجموعات شعرية عامة ومجانية وتقع في رويال فستفال هول (Royal Festival Hall) القابعة في منطقة ساوث بانك سنتر (Southbank Centre) في لندن، وتقع تحديدًا في الطابق الخامس حيث تطل على نهر التايمز. وتسعى هذه المكتبة إلى الاحتفاظ بجميع منشورات الشعر المعاصر في المملكة المتحدة منذ عام 1912. وتضم أكبر مجموعة شرية في بريطانيا حيث بلغ عددها أكثر من 200,000 صنف بما في ذلك أعمال المطابع الصغيرة. كما أنها تضم المواد السمعية والمرئية، والنصوص النقدية، وكذلك بعض الأعمال للأطفال لأغراض الاستعارة والمرجعية.
كما تحتوي المكتبة على أعمال لشعراء وناشرين من غير الجنسية البريطانية، كما يتم أرشفة القصاصات الصحفية من أجل الأغراض البحثية للأعضاء المنتسبين للمكتبة. عضوية المكتبة مجانية ويمكن استعارة المواد من خلال خدمات المكتبة الوطنية للإعارة وإعادة هذه المواد لاحقًا عن طريق البريد. كما تقدم المكتبة دعمها للمدارس وطنيًا ومحليًا، كما يحتوي مقر المكتبة على مَعْرِض ومساحة مخصصة للمناسبات.

## التاريخ والخطط المستقبلية
أنشئت المكتبة في عام 1953 بناءً على توصية من لجنة الشعر التابعة لمجلس الفنون في بريطانيا العظمى، وكان هدفها الترويج للشعر الحديث والمعاصر. أفتتح المكتبة كلا من الشاعرين توماس ستيرنز إليوت وهيربرت ريد وسرعان ما توسعت المكتبة ونمت بشكل يفوق قدرة المباني الاستيعابية، فانتقلت تاليًا أثر ذلك من شارع البيمارل إلى بيكاديللي ثم إلى لونغ آكر في حديقة كوفنت، ثم إلى مساحة أكبر في بيكاديللي.
وأخيرًا أستقر موقع المكتبة في رويال فستفال هول منذ أن أفتتح الموقع الجديد شيموس هيني في عام 1988. ومع إعادة النقل هذه، أعطيت المكتبة مجموعة من كتب الأطفال الشعرية المعروفة بـ (Signal Poetry Collection) والتي كان يحتفظ بها بوك هاوس. وشكل هذا أساس لمجموعة أعمال المكتبة المتاحة للأطفال والشبان لأغراض الاستعارة والمرجعية. وقد تولى تصميم أثاث المكتبة المصمم تيرينس كونران والذي أعتمد في تصميمه على خشب الزان. وقد تم إغلاق المكتبة من عام 2005 إلى 2007 وذلك أثناء عمليات تجديد مبنى الفستفال هول، وتم الاحتفال بإعادة افتتاحها مع انطلاق مهرجان لندن الأول للآداب. 

وقد أثنى المعلّقون في راديو بي بي سي المحطة الرابعة على هذه المكتبة ووصفوها بأنها إحدى أعظم المكتبات في العالم، وقد طور العديد من المحررين والشعراء مجموعاتهم الشعرية وكذلك مقتطفاتهم الأدبية في هذه المكتبة الشعرية، من ضمنهم شاعر الدولة تيد هويز الذي عمل على ديوانه الشعري (راتل باق) في المكتبة خلال سبعينيات القرن الماضي، وقد عبر عن هذه التجربة بقوله:
وقد كان الشاعر فيليب لاركين من المؤيدين لهذه المكتبة حيث كتب عنها قائلاً أن «المكتبة الشعرية هي إحدى التجارب العرضية الخالصة لإثراء المخيلة وقلما تنسب تجربة كهذه للغة الإنجليزية». كما أكد شاعر الدولة أندرو موشن على مشاعر لاركين قائلاً: «إن الشيء الاستثنائي هو حقيقة وجود هذه المكتبة من الأساس، كما أسلف لاركين إنها إحدى الأشياء التي لا نتوقع من إنجلترا أن تبادر لتأسيسها، إنها تضاد الطريقة التي ندير بها الأشياء عمومًا وأقصد بذلك إهمال الأشياء. لقد استفدت من المكتبة كثيرًا أثناء عملي على ديواني (هير تو إترنتي)، إن مخزون الكتب جيد للغاية كما أنه كاثوليكي، بالإضافة إلى أن الخدمات المساعدة مثل خدمة التحقق من الاقتباسات رائعة.»
1. ↑  مذكور في: جيونيمز. الوصول: 7 أبريل 2015. لغة العمل أو لغة الاسم: الإنجليزية. تاريخ النشر: 2005.
2. ↑  وصلة مرجع: https://www.southbankcentre.co.uk/venues/national-poetry-library/.
3. ↑  "معلومات عن المكتبة الوطنية للشعر على موقع isni.org". isni.org. مؤرشف من 0004 0442 103X الأصل في 2020-03-25. اطلع عليه بتاريخ 2020-10-28. {{استشهاد ويب}}: تحقق من قيمة |مسار= (مساعدة)
4. ↑  "معلومات عن المكتبة الوطنية للشعر على موقع id.loc.gov". id.loc.gov. مؤرشف من الأصل في 2020-09-03.
5. ↑  "معلومات عن المكتبة الوطنية للشعر على موقع viaf.org". viaf.org. مؤرشف من الأصل في 2019-11-15.